# 울면

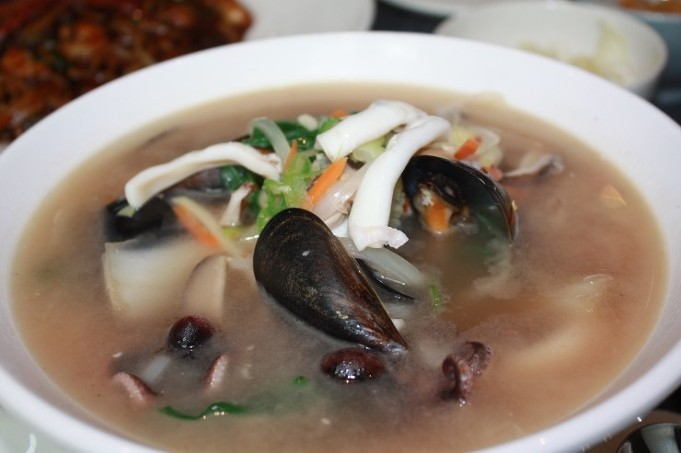
울면

울면은 국수에 버섯, 당근 등의 채소와 해삼, 새우, 오징어 등의 해산물, 달걀 등을 부재료로 쓰고 옥수수 녹말로 걸쭉하게 만든 국물에 말아 먹는 한국식 중국 요리이다. 중국 음식인 원루몐(중국어 간체자: 温卤面, 정체자: 溫滷麵, 병음: wēnlŭmiàn, 한자음: 온로면)에서 나온 요리이다. 재료를 더해 삼선울면 등을 만들기도 한다.
짬뽕하고 비슷하긴 하지만 국물에 고춧가루를 사용하지 않는 것만 다르다. 또한, 중국 음식점에 파는 우동과 사실상 마찬가지로 하얀 짬뽕 또는 백짬뽕이라고 부르기도 하며, 옥수수 녹말과 달걀을 넣지 않은 우동과 묽기와 걸쭉함의 차이점이 있다.